# Daiki Kawato
Daiki Kawato (japanisch 川戸 大樹 Kawato Daiki; * 5. April 1994 in Kōbe, Präfektur Hyōgo) ist ein japanischer Fußballspieler.

## Karriere
Daiki Kawato erlernte das Fußballspielen in der Jugendmannschaft von Vissel Kōbe und der Universitätsmannschaft der Nippon Sport Science University. Seinen ersten Vertrag unterschrieb er 2017 bei SC Sagamihara. Der Verein aus Sagamihara spielte in der dritthöchsten Liga des Landes, der J3 League. Für den Verein absolvierte er zehn Ligaspiele. 2019 wechselte er zum Regionalligisten Tokyo United FC. Nach einem Jahr verließ er den Verein und schloss sich im Februar 2021 dem Viertligisten Tōkyō Musashino United FC an.